# Désert de Simpson
Pour les articles homonymes, voir Simpson.
Localisation
Le désert de Simpson forme une écorégion terrestre définie par le WWF occupant le centre de l'Australie. Il fait partie du biome des déserts et terres arbustives xériques et de l'écozone australasienne.
Il s'étend à la limite de trois des États australiens occupant le sud-est du Territoire du Nord ainsi que les espaces limitrophes du Queensland et de l'Australie-Méridionale. Sa superficie est évaluée selon les sources de 143 000 km² à 300 000 km²,. Ses contours incertains sont fixés à l'ouest par le cours du fleuve Finke, au nord par la chaine de montagnes des MacDonnell Ranges, à l'est par les fleuves Georgina et Diamantina et au sud par le Lac Eyre. Dans ce désert, les précipitations annuelles sont faibles (comprises entre 150 et 200 mm) et il peut s'écouler plusieurs années sans pluie. Malgré son aridité, le désert est riche de centaines d'espèces animales et végétales, ce qui a conduit à établir plusieurs aires protégées.

## Géographie

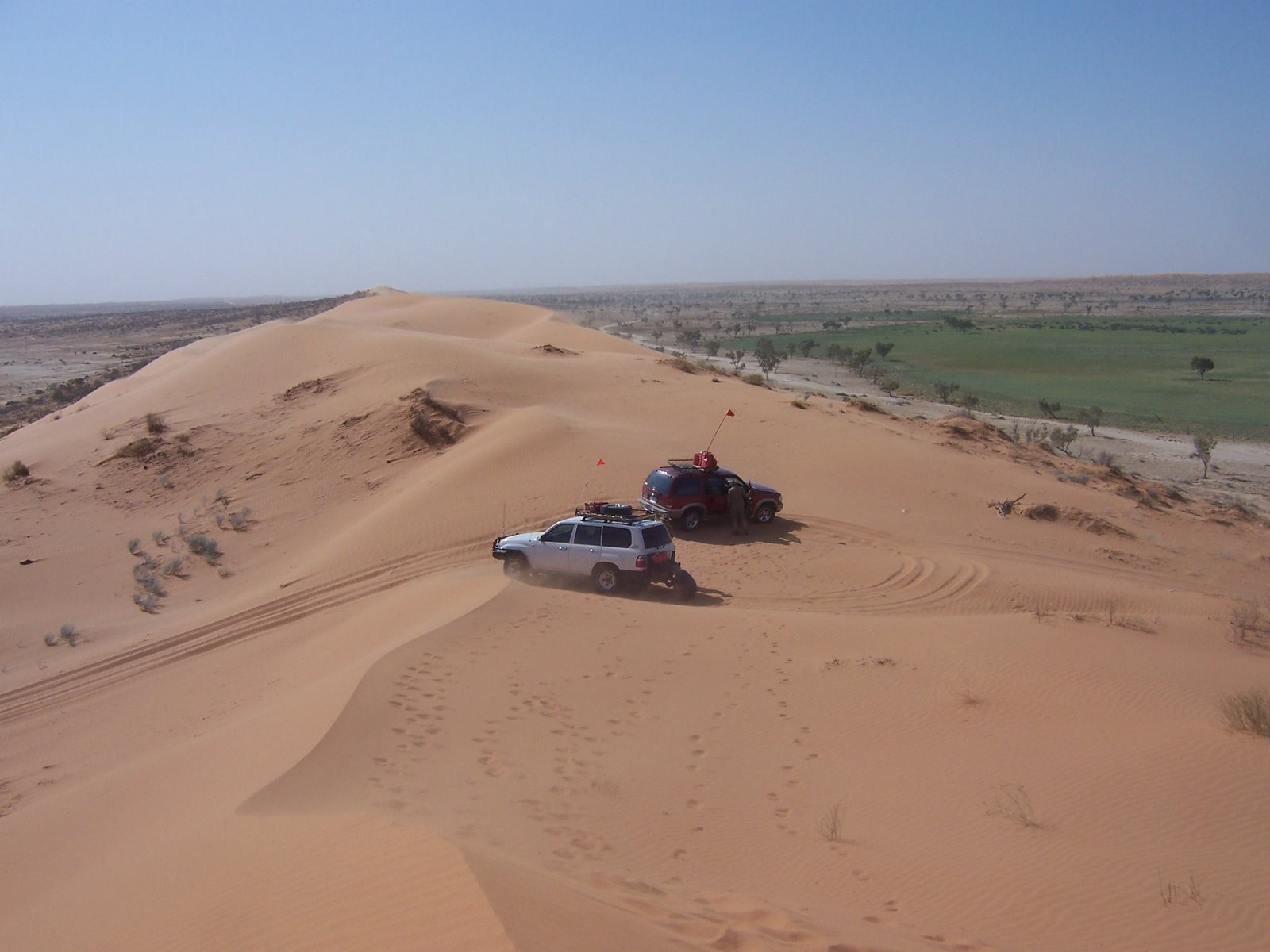
The Big Red ou Nappanerica, la plus haute dune du désert de Simpson, en septembre 2007.

Le désert de Simpson est caractérisé par la présence de longues bandes dunaires (formé du sable rouge caractéristique de l'Australie centrale appelée Centre rouge) qui s'étendent parfois sur plusieurs centaines de kilomètres. Ces cordons s'étirent du nord du lac Eyre jusqu'au sud-ouest d'Alice Springs selon une direction sud-sud-est / nord-nord-ouest et sont distants les uns des autres de plusieurs kilomètres (entre trois et six kilomètres); plus les dunes sont hautes, plus les espaces les séparant sont faibles. Les dunes atteignent généralement entre dix et vingt-cinq mètres, les plus élevées se trouvent à proximité du lac Eyre et dépassent parfois une trentaine de mètres; l'une d'elles, appelée Nappanerica ou The Big Red, non loin de Birdsville, atteint trente-sept mètres). Elles présentent un profil longitudinal dissymétrique, le versant est étant plus raide que celui orienté vers l'ouest, et sont constituées de sable composé de quartz et de quelques minéraux lourds en faible proportion (de 0,5 à 1,5 %).
Les dunes ont été formées par l'érosion éolienne à partir de matériaux prélevés dans la dépression du lac Eyre et dans les vallées affluentes des cours d'eau temporaires s'y déversant. Datant de la fin du pléistocène (première époque de l'ère quaternaire comprise entre deux millions d'années et dix mille ans av. J.-C.), elles recouvrent des alluvions et des sédiments du pléistocène supérieur.

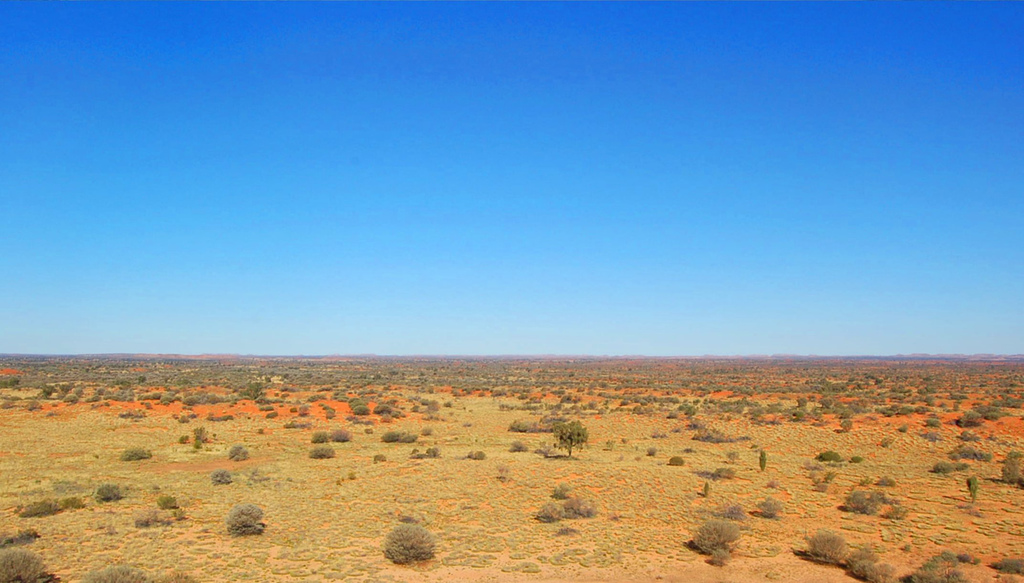
L'immense platitude du désert entre les longues bandes dunaires en novembre 2007.

Les espaces interdunaires sont occupés par des plaines sableuses qui peuvent être exceptionnellement inondées lors de fortes précipitations. S'y retrouvent également des lacs salés et parfois un type unique de marécages correspondant à la remontée superficielle (par l'intermédiaire de sources ou de fissures) de grande nappe phréatique profonde qui occupe le sous-sol de cette région : le Grand bassin artésien.
De curieuses cicatrices géométriques rougeâtres marquent certains espaces interdunaires et correspondent à la trajectoire d'un incendie déclenché par la foudre. Les flammes ont été poussées par des vents du nord-ouest parallèlement aux alignements d'atriplex, puis des rafales du sud-ouest ont fait pivoter le brasier à 90°. Les buissons calcinés ont ensuite été balayés, révélant un sol de sable rouge, riche en fer.

## Exploration

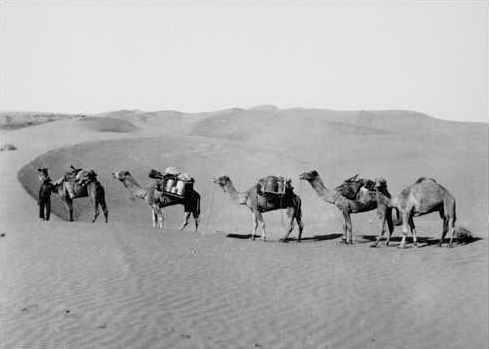
La caravane d'Edmund Albert Colson, premier Européen à traverser le désert de Simpson en 1936.

Connu depuis des millénaires par les populations Aborigènes, le désert de Simpson fut exploré par l'explorateur australien Charles Sturt en 1845 mais ce dernier n'en parcourut que les marges. Ce fut seulement en 1929 que le géologue Cecil Thomas Madigan en fit le survol aérien et le nomma Simpson Desert en l'honneur d'Alfred Allen Simpson, président de la Société Royale de Géographie d'Australasie dans l'État d'Australie-Méridionale (auparavant, cette vaste étendue était connue sous le nom de désert d'Arunta).
L'exploration terrestre fut menée au cours de la décennie suivante avec la traversée de part en part du désert par Edmund Albert Colson en 1936 à la tête d'une caravane chamelière. Une expédition similaire fut menée en 1939 par le déjà nommé Cecil Thomas Madigan qui contesta à son prédécesseur le titre de premier européen à avoir parcouru ces étendues hostiles.
En 2008, l'explorateur belge Louis-Philippe Loncke devient la première personne à traverser le désert, à pied et sans assistance, dans toute sa longueur du nord au sud en passant par son centre géographique.

## Écologie
Le désert de Simpson est affecté par un climat désertique, les précipitations annuelles étant comprises entre 150 et 200 mm (le seuil inférieur des 250 mm marque la limite de l'aridité). Ces maigres pluies tombent essentiellement durant l'été austral sur une période n'excédant pas un mois mais avec de fortes variations interannuelles. Malgré ces conditions, le désert de Simpson possède une richesse floristique et faunistique supérieure à celle des autres espaces arides australiens.
Les dunes et les espaces interdunaires sont couverts de plantes résistantes de la famille des graminées comme le Spinifex ou la Zygochloa paradoxa qui fixent les étendues sableuses. Les buissons de Spinifex (aux longs piquants) qui abondent en toute saison jouent un grand rôle pour la faune du désert assurant une protection contre la lumière, la sécheresse, la chaleur et les prédateurs. Les rares arbres ou arbustes de la région comme l'Acacia georginae ou l'Eucalyptus coolabah poussent à proximité ou dans les lits des cours d'eau temporaires. Après les rares pluies, les étendues qui séparent les dunes se transforment en lieux verdoyants, des graines attendent durant des mois, voire des années, les précipitations pour entamer un cycle complet mais éphémère de développement.

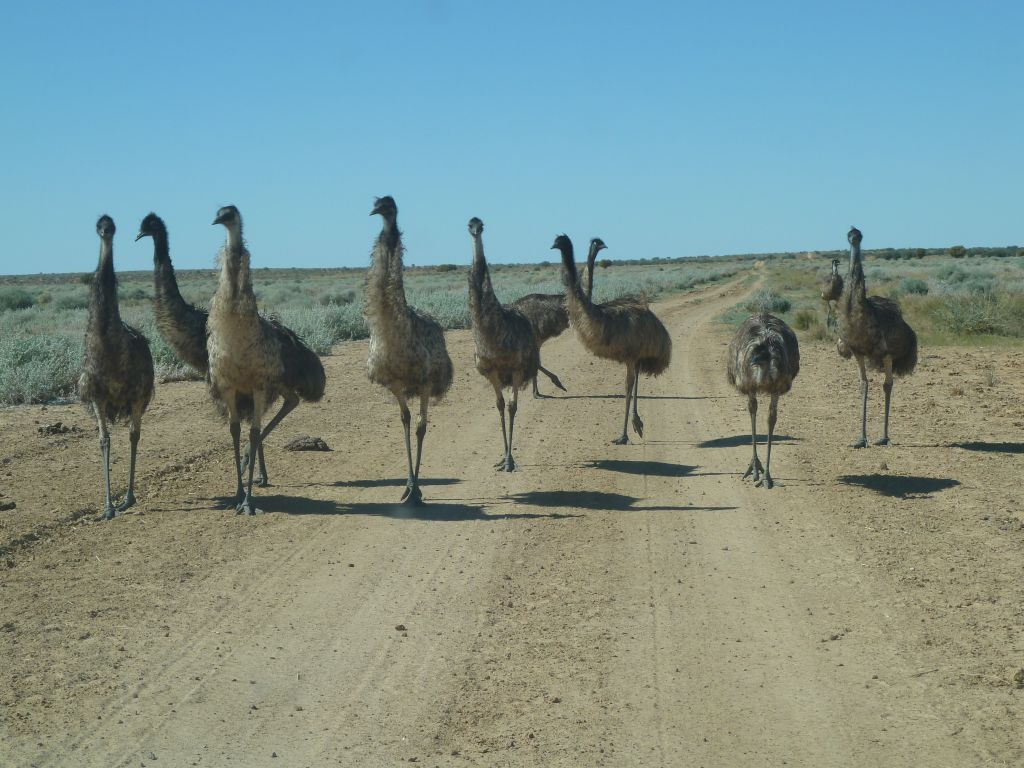
Famille d'émeus dans le désert en juillet 2011.

La faune comprend trente quatre espèces de mammifères, deux cent trente et une d'oiseaux, vingt deux d'amphibiens, treize de poissons et cent vingt-cinq de reptiles,. Parmi les animaux les plus remarquables, il convient de citer le Gray Grasswren (Amytornis barbatus), un petit oiseau au plumage strié de blanc et le Kowari (Dasycercus byrnei), petit rat marsupial, tous deux endémiques et inscrits sur la liste rouge de l'UICN comme espèces menacées. Le désert de Simpson abrite de nombreux lézards comme le grand Goanna (Varan Perenti), varan pouvant mesurer deux mètres de long, le Horny devil ou Moloch (Moloch horridus) couvert d'épines, le Lézard à collerette ou dragon d'Australie (Chlamydosaurus kingii) ou ceux du genre Tiliqua présentant la particularité de posséder une langue bleue pour effrayer leurs ennemis. Ces animaux cohabitent avec des espèces plus communes comme les kangourous, les émeus et les dingos mais la présence d'indésirables introduits par l'homme (lapins et surtout dromadaires retournés à l'état sauvage) fait peser une menace sur l'écosystème.
Conscient de la fragilité de cet espace aride, les autorités australiennes (tant au niveau fédéral que des États) ont mis en place, entre 1967 et 1988 quatre parcs naturels ou réserves de vastes superficies : le Munga-Thirri National Park au Queensland (10 120 km²), le Simpson Desert Conservation Park (6 927 km²), le Witjira National Park (7 770 km²) et la Simpson Desert Regional Reserve (29 642 km²) en Australie-Méridionale.

## Découverte et tourisme

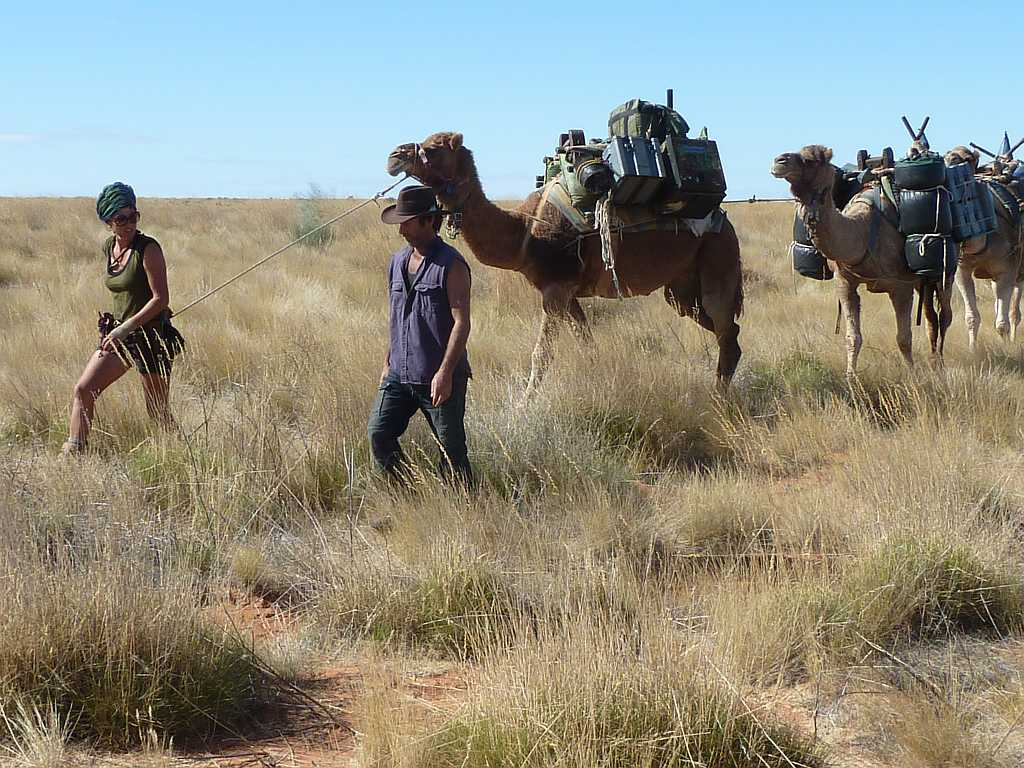
Méharée dans le désert en août 2012.

Le désert de Simpson constitue un vide humain, seules ses marges sont habitées par une très faible population, ainsi Birdsville située à l'est, dans l'État du Queensland, ne compte pas plus de cent vingt personnes. Aucune route asphaltée ne traverse cet espace, la Stuart Highway, reliant le sud au nord de l'Australie par le Centre Rouge, en longe les bordures les plus occidentales. De 1926 à 1980, le Ghan, train reliant Adélaïde à Alice Springs parcourait l'ouest du désert (dans son acception large) suivant la ligne du télégraphe installée dans la deuxième moitié du XIXe siècle, mais édifiée à écartement métrique, dans des zones temporairement inondables et d'entretien difficile. La voie ferrée a été abandonnée et reconstruite plus à l'ouest, non loin de la Stuart Highway, à écartement normal (et prolongée jusqu'à Darwin en 2001). Aujourd'hui, seules quelques pistes - ou tracks - (Colson Track, French Line, Birdsville Track) permettent de sillonner en véhicule tout-terrain ou en moto ces vastes étendues.

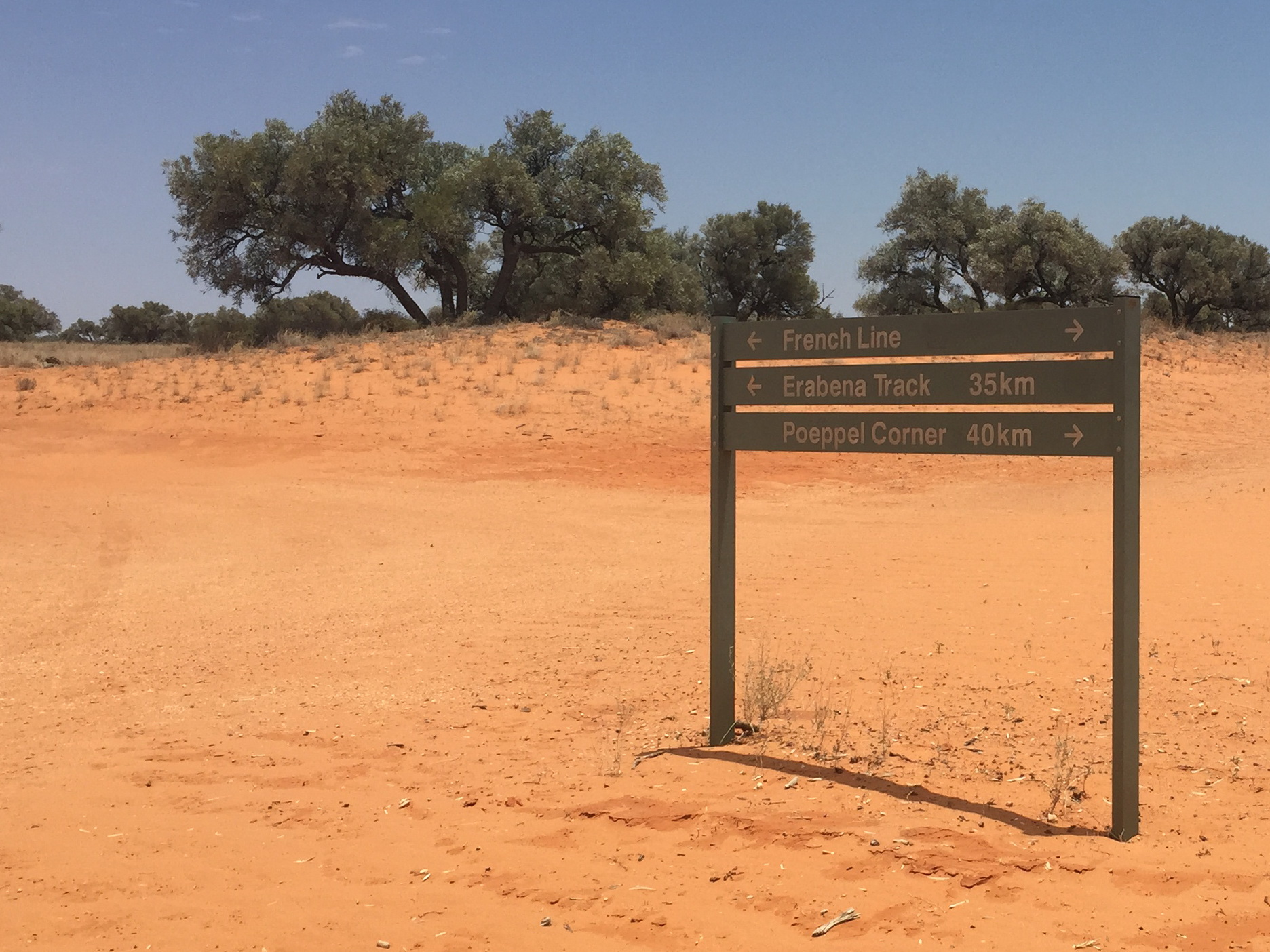
Panneaux indicateurs dans le désert en novembre 2017.

Le tourisme d'aventure se développe, des agences proposent, aux amateurs de solitude et de bivouac dans l'Outback, des expéditions de plusieurs jours en véhicule tout-terrain ou des méharées. La possibilité de traverser sans encadrement le désert de Simpson est possible à condition de préparer avec soin son périple : partir avec au moins deux véhicules, prendre de l'eau et des provisions pour plusieurs jours, une réserve de carburant, deux roues de secours (plus un pneu usagé que l'on fait brûler en cas de panne pour faciliter sa localisation par les secours) ainsi qu'une radio haute fréquence pour demander de l'aide en cas de problème. Un règle s'impose en cas d'immobilisation, toujours rester auprès de son véhicule car celui-ci est plus facile à repérer dans l'immensité désertique qu'un ou plusieurs individus à pied.